# Siléns favoritromaner
Siléns favoritromaner, skönlitterär bokserie utgiven i början på 1900-talet av Siléns förlag.
| Volym | Titel                                                                                            | Författare        | Utgivningsår                   |
| ----- | ------------------------------------------------------------------------------------------------ | ----------------- | ------------------------------ |
| 1     | En flicka med ruter i                                                                            | Florence Warden   | 1909                           |
| 2     | Herr von Saboles äktenskap                                                                       | Ferenc Herczeg    | 1909                           |
| 3     | Amerikanska miljoner                                                                             | Arthur Griffiths  | 1909                           |
| 4     | Svarta hjärtan och röda                                                                          | Daniel Fallström  | 1909 (utgiven av Bonnier 1903) |
| 5     | Skuggad af tre                                                                                   | L. Lawrence       | 1910                           |
| 6     | På Forshamra bruk                                                                                | Hjalmar Wallander | 1910                           |
| 7     | Den vackra Ambrosine                                                                             | Elinor Glyn       | 1910                           |
| 8     | Kapten Flower och hans tre flammor                                                               | W. W. Jacobs      | 1910                           |
| 9     | För pengars skull : roman                                                                        | Paul Oskar Höcker | 1910                           |
| 10    | Den verkliga osminkade sanningen om Helga de la Brache jämte andra lika tillförlitliga historier | Hasse Zetterström | 1910                           |
| 11    | Kapten Shannon : detektivroman                                                                   | Coulson Kernahan  | 1910                           |